# Cedar Hills (Oregon)
Cedar Hills és una concentració de població designada pel cens dels Estats Units a l'estat d'Oregon. Segons el cens del 2000 tenia 8.949 habitants.

## Demografia
Segons el cens del 2000, Cedar Hills tenia 8.949 habitants, 3.749 habitatges, i 2.361 famílies. La densitat de població era de 1.495,8 habitants per km².
Dels 3.749 habitatges en un 28,9% hi vivien nens de menys de 18 anys, en un 49,4% hi vivien parelles casades, en un 9,8% dones solteres, i en un 37% no eren unitats familiars. En el 29% dels habitatges hi vivien persones soles el 9% de les quals corresponia a persones de 65 anys o més que vivien soles. El nombre mitjà de persones vivint en cada habitatge era de 2,39 i el nombre mitjà de persones que vivien en cada família era de 2,94.
Per edats la població es repartia de la següent manera: un 23% tenia menys de 18 anys, un 7,7% entre 18 i 24, un 33,4% entre 25 i 44, un 23,4% de 45 a 60 i un 12,5% 65 anys o més.
L'edat mediana era de 36 anys. Per cada 100 dones de 18 o més anys hi havia 96,8 homes.
La renda mediana per habitatge era de 48.200 $ i la renda mediana per família de 56.401 $. Els homes tenien una renda mediana de 42.293 $ mentre que les dones 29.922 $. La renda per capita de la població era de 26.812 $. Aproximadament el 3,9% de les famílies i el 6,5% de la població estaven per davall del llindar de pobresa.

## Poblacions més properes
El següent diagrama mostra les poblacions més properes.